# Janez Madon
Janez Madon, redovnik Serafin Maria Goriški, slovenski rimskokatoliški duhovnik in kapucinski misijonar v Braziliji, * 29. maj 1829, Bate, † 3. december 1918, Itambakuri, Brazilija.

## Življenje in delo
Rodil se je v kmečki družini v zaselku Madoni pri Batah na Banjški planoti. Tudi njegov starejši brat, Blaž Madon je bil duhovnik. Gimnazijo je obiskoval v Gorici in Bergamu, maturiral pa 1851 v Gorici. V letih 1858 do 1867 je kot redovnik živel v Milanu. Redovne zaobljube je opravil 1858 in dobil redovniško ime Serafin Maria Goriški. V duhovnika je bil posvečen leta 1867 v kraju Sovre pri Bergamu. Kot duhovnik je najprej tri tedne služboval v Trstu, nato v Gorici, Šempasu in Celju, nato pa še v Milanu, Brescii in Bergamu. Leta 1871 je odšel v Rim, da se pripravi na misijonarsko delo v Južni Ameriki ter 1872 odpotoval v Brazilijo. Živel je v pokrajini Minas Gerais, ob porečju reke Itambakuri, kjer je ustanovil tudi istoimensko mesto. Misijone je vodil predvsem med indijanskimi plemeni, priseljence učil v portugalščini, domačine pa v njihovem jeziku. Bil je vrhovni predstojnik kapucinskega reda v Rio de Janeriu. V Itambakuriju je ustanovil zavod sv. Klare za deklice in dekleta, šolo za dečke in kmetijsko šolo. Po njem se poimenovan kraj Frei Serafin, ki stoji blizu mesta Itambakuri. V Braziliji je zelo poznan, postavili so mu spomenik ter ulice in trge poimenovali po Frei Serafimu.